# گروه بین‌المللی آمریکایی
گروه بین‌المللی آمریکایی (به انگلیسی: American International Group) (مخفف انگلیسی: AIG) شرکت خدمات مالی چندملیتی آمریکایی است، که در زمینه ارائه خدمات بیمه، مدیریت سرمایه‌گذاری، مدیریت دارایی، مدیریت صندوق‌های سرمایه‌گذاری مشترک، ارائه کلیه مزایای بازنشستگی و نیز سرمایه‌گذاری در حوزه املاک و مستغلات تجاری و مسکونی فعالیت می‌نماید.
گروه بین‌المللی آمریکایی در سال ۱۹۱۹ توسط کورنلیوس وندر استار در شهر شانگهای، چین تأسیس شد و هم‌اکنون بزرگترین کارگزار بیمه آمریکا است و پس از شرکت آلمانی آلیانتس، دومین کارگزار بیمه جهان به‌شمار می‌آید. دفتر مرکزی این شرکت در شهر نیویورک، ایالات متحده آمریکا قرار دارد و بخشی از سهام آن در بازار بورس نیویورک معامله می‌شود.